# 王春秀
王春秀（1964年3月—），女，汉族，吉林长春人，中华人民共和国政治人物。现任宁夏回族自治区教育厅副厅长，民进宁夏回族自治区委主委。第十四届全国政协委员。